# 9º Reggimento d’assalto paracadutisti “Col Moschin”

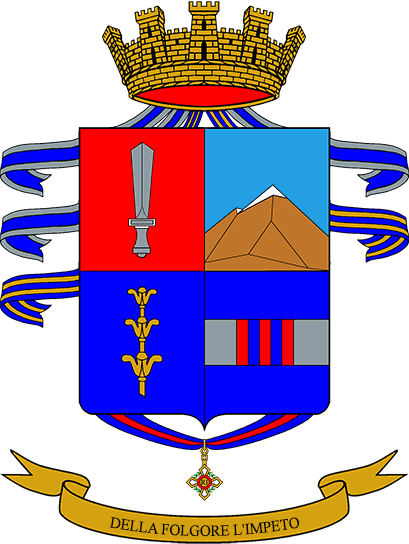
Wappen des 9. Fallschirmjägerregiments

Das 9. Fallschirmjäger-Sturmregiment Col Moschin (it. 9º Reggimento d'Assalto Paracadutisti “Col Moschin”) ist ein Spezialkräfteverband des italienischen Heeres. Das Regiment hat seinen Sitz in Livorno und untersteht truppendienstlich dem Spezialkräftekommando des Heeres. Daneben ist es in das Spezialkräftekommando (COFS) des italienischen Generalstabs eingebunden.

## Auftrag
Grundsätzlich werden dem Regiment nur Aufträge übertragen, die strategische Bedeutung haben. In der Praxis der Auslandseinsätze werden Teams des Col Moschin immer wieder normalen Verbänden zur Unterstützung in besonderen Situationen zugeteilt. Die wichtigsten Aufgaben sind:
- Handstreichartige Angriffe und Sabotageaktionen gegen ausgewählte Ziele in feindlichem Gebiet;
- Informationsbeschaffung (HUMINT), Beobachtungs- und Feuerleitaufgaben, soweit diese nicht von anderen Fernspäheinheiten durchgeführt werden (185. Rgt. RAO);
- Asymmetrische Kriegführung;
- Verdeckte Operationen;
- Verfolgung und Festnahme von Kriegsverbrechern im Auftrag internationaler Organisationen;
- Evakuierung von Zivilisten aus Krisengebieten (Noncombatant Evacuation Operations – NEO);
- Geiselbefreiungen bzw. Unterstützung anderer Spezialeinheiten (z. B. GIS der Carabinieri);
- Combat Search and Rescue, soweit dies nicht von der italienischen Luftwaffe durchgeführt wird (17º Stormo Incursori).

## Organisation

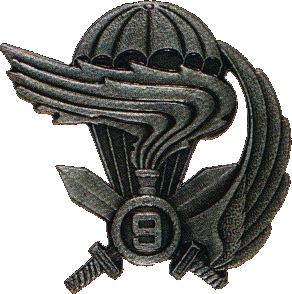
Regimentsemblem

Das Regiment ist derzeit (Stand Juli 2020) folgendermaßen organisiert:
- Regimentsstab
- Spezialkräftebataillon (Battaglione Incursori)
  - 110. Kompanie
  - 120. Kompanie
  - 130. Kompanie
  - 140. Kompanie
- Unterstützungsbataillon (Battaglione supporto operativo)
  - Stabs- und Versorgungskompanie
  - Fernmeldekompanie
- Ausbildungsverband (Reparto addestramento incursori)
  - 101. Ausbildungskompanie
  - Übungsplatzkommando (BAI, San Rossore an der Arno-Mündung)

Den Kompanien des Spezialkräftebataillons unterstehen die Einsatzteams (distaccamento operativo) unmittelbar. Die Teams bestehen aus bis zu zwölf (meist acht) Soldaten und können sich in Trupps untergliedern. Jedes Team wird von einem Offizier oder einem höheren Unteroffizier (Maresciallo) geführt. Alle anderen Soldaten der Teams sind auf bestimmte Aufgaben spezialisiert (Scharfschützen, Sanitäter, Sprengstoffexperten und andere), müssen jedoch neben ihren Spezialkenntnissen auch sehr gute Fähigkeiten in den jeweils anderen Bereichen haben. Obwohl alle Teams ein möglichst breites Einsatzspektrum abdecken sollen, ist es aus einsatzspezifischen Gründen zu einer Spezialisierung auf HALO/HAHO-Fallschirmsprünge, amphibische Operationen und Einsätze in Eis und Schnee gekommen. Das Regiment ist mit einer fast unüberschaubaren Variation von Waffen ausgerüstet und weicht von der Ausstattung anderer Regimenter zum Teil erheblich ab.

## Rekrutierung und Ausbildung

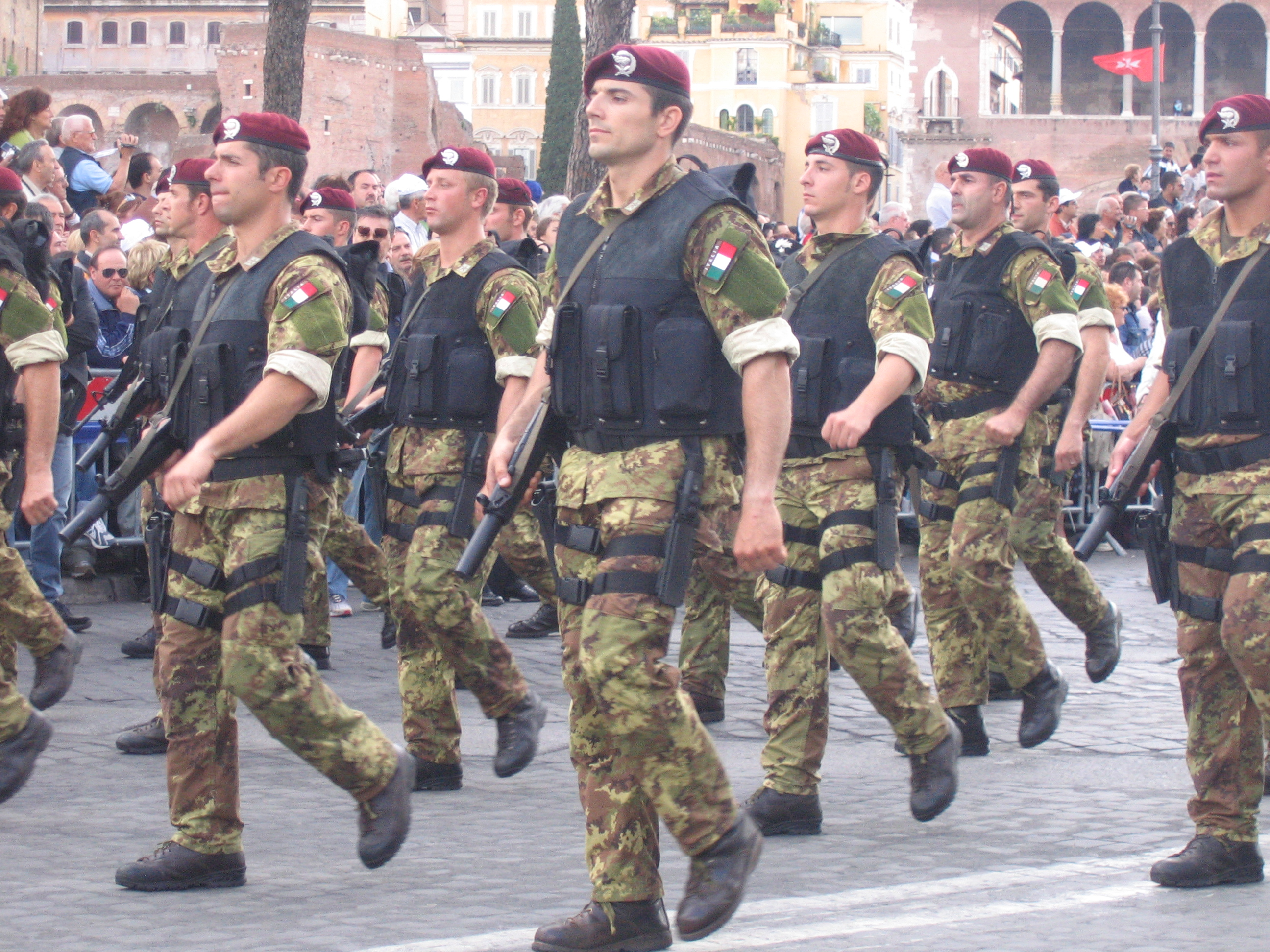
Soldaten des 9. Fallschirmjäger-Sturmregiment Col Moschin bei einer Parade am 2. Juni 2007

Das Ausbildungszentrum des Spezialkräftekommandos des Heeres im Camp Darby bei Livorno ist für die Rekrutierung und die Grundausbildung aller Spezialkräfte des Heeres zuständig. Bewerben können sich alle Dienstgrade bis zum Oberleutnant, sofern bestimmte formale Voraussetzungen erfüllt sind. Bei Bestehen der Vorauswahl folgt im Camp Darby eine einheitliche Grundausbildung für Spezialkräfte (Operatore Basico per Operazioni Speciali, OBOS), einschließlich einer Fallschirmjägerausbildung bei der Luftlandeschule in Pisa. Nach dem Abschluss der OBOS-Grundausbildung werden die Soldaten zur Fachausbildung und zum weiteren Dienst zu ihren jeweiligen Spezialeinheiten versetzt. Beim 9. Regiment folgen in dessen Ausbildungseinheit verschiedene Fach- und Spezialausbildungen, bis nach insgesamt rund zwei Jahren die Übernahme in Einsatzteams erfolgt. Ein Teil der Fachausbildung kann im Ausland oder bei Spezialkräften oder Schulen anderer Teilstreitkräfte oder Staaten erfolgen. Später können Fortbildungskurse absolviert werden, unter anderem an der deutschen Spezialkräfteschule in Pfullendorf.
Bis 2020 fand das Auswahlverfahren und die OBOS-Grundausbildung für alle Soldaten der Heeresspezialkräfte im Ausbildungsverband (RAFOS) des 9. Regiments statt. Aus diesem Grund unterstand dem Ausbildungsverband neben der weiter bestehenden 101. Ausbildungskompanie die 102. Ausbildungskompanie, aus der 2020 das Ausbildungszentrum des Spezialkräftekommandos des Heeres entstand.

## Ausrüstung
Die Bewaffnung der Truppe weicht vom Standard des italienischen Heeres ab. Was die Einheit benötigt, wird auch beschafft.
Die Standardpistole der Truppe ist die Beretta 92, sie verfügt aber auch über den Colt Python .357 Magnum für maximale Mann-Stopp-Wirkung. An automatischen Waffen führt das 9. Fallschirmjäger-Sturmregiment Col Moschin die H&K MP-5 und die SCP 70/90 5,56 mm in der Luftwaffenversion. Vor einiger Zeit wurde auch das STEYR AUG aus österreichischer Produktion beschafft. Die Scharfschützen des Regiments benutzen das H&K G3/SG1, das HK MSG90, das Mauser SP86, das Accuracy AWP und für extreme Reichweiten und Durchschlagskraft das Barrett M82A1. Für den Häuserkampf stehen Flinten vom Typ SPAS-15 MIL und Beretta RS202 zur Verfügung. Des Weiteren sind das Maschinengewehr MG 42/59, das schwere MG Browning M2, die Panzerfaust 3, das Raketensystem MILAN und der 40-mm-Maschinengranatwerfer Mk 19 in Gebrauch. Neuere Ausrüstung umfasst dabei das Colt M4 mit angebauten Granatwerfer M203 aus amerikanischer Produktion.
Bis April 2019 trugen die Soldaten des Regiments bordeauxrote Barette, seither ist die Farbe graugrün.

## Geschichte

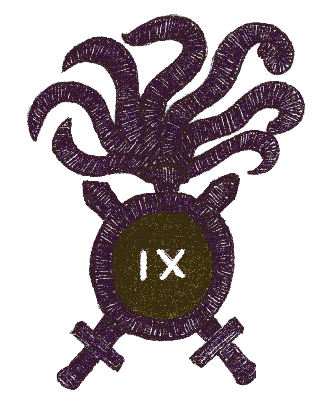
Emblem IX Reparto d'Assalto

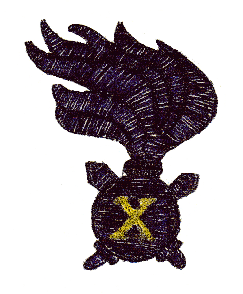
Emblem X Rgt. Arditi

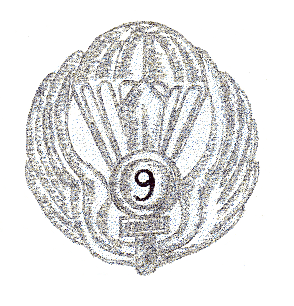
Emblem Btl. „Col Moschin“

Das Regiment entstammt eigentlich nicht den Fallschirmjägern, sondern den 1917 aufgestellten Sturmtruppen (reparti d'assalto). Die jeweils aus etwa 600 Freiwilligen bestehenden Verbände der Sturmtruppen unterstanden im Regelfall den Armeekorps unmittelbar und wurden nur für Sonderaufgaben herangezogen. Hauptaufgabe war das Schlagen von Breschen und die Vorbereitung von Angriffen der Infanterie. Mitte 1918 wurden aus 18 (von gegen Kriegsende insgesamt 42) Verbänden dieser Art zwei Sturmdivisionen gebildet, die 1918 am Piave kämpften. Innerhalb der Heerestruppen hatten sie unter der Bezeichnung Arditi bald eine Sonderstellung. Ihre Waffenfarbe war schwarz, als Emblem hatten sie einen Dolch oder einen Gladius. Nach dem Krieg spielten sie zum Teil eine unheilvolle Rolle bei der Machtergreifung der Faschisten.
Das 9. Fallschirmjäger-Sturmregiment Col Moschin entstammt dem im Mai 1918 für das IX. Korps aufgestellten IX Reparto d'Assalto. Die Sturmtruppen dieses Verbandes verhinderten während der Zweiten Piaveschlacht am 15. und 16. Juni 1918 mit einer Reihe von Gegenangriffen bei den westlich des Monte Grappa gelegenen Höhen Col Fenilon, Col Fagheron und Col Moschin (sprich Moskin) einen österreich-ungarischen Durchbruch ins Tiefland. Die blitzartige, brillante Aktion auf dem Col Moschin gilt als eine der herausragendsten Einsätze der italienischen Sturmtruppen im Ersten Weltkrieg. Der IX Reparto d'Assalto kämpfte Ende Oktober 1918 erneut auf dem Monte Grappa und erlitt dabei schwere Verluste.
Bis Dezember 1919 wurden fast alle Arditi-Verbände aufgelöst, darunter auch der IX.
Am 20. Juli 1942 entstand in Santa Severa bei Civitavecchia ein neues Spezialkräfteregiment mit der Bezeichnung X Reggimento Arditi. Es unterstand dem Heeresgeneralstab unmittelbar und führte bis zum Waffenstillstand im September 1943 einige Einsätze in Tunesien, Algerien und im besetzten Sizilien durch. Am 20. März 1944 entstand aus dem seit Januar 1943 auf Sardinien stationierten I. Bataillon des Regiments wiederum ein IX Reparto d’Assalto, der als Teil der Division Legnano aufseiten der Alliierten am Befreiungskrieg gegen den Nazifaschismus teilnahm. 1946 löste man den IX Reparto d’Assalto wieder auf. 1953 gründete man an der Infanterieschule in Cesano bei Rom eine neue Spezialkompanie, die 1957 zur neuen Luftlandeschule nach Pisa verlegt wurde und dort bis 1961 zu einem Bataillon der Fallschirmjägerbrigade Folgore aufwuchs. Am 1. Oktober 1975 nahm es die Bezeichnung 9. Fallschirmjäger-Sturmbataillon Col Moschin (9º Battaglione Paracadutisti d’Assalto “Col Moschin”) an und erhielt zur eigenen Truppenfahne noch die des X Reggimento Arditi aus dem Zweiten Weltkrieg. Am 24. Juni 1995 nahm es den heutigen Namen an und wurde zu einem Regiment vergrößert. 2013 wurde es aus der Fallschirmjägerbrigade Folgore ausgegliedert und dem neuen Heeresspezialkräftekommando in Pisa unterstellt.
In den letzten 30 Jahren haben Teams des Spezialverbandes an etlichen Einsätzen im Ausland teilgenommen, darunter 1982–1984 an der internationalen Mission im Libanon, 1991 im Nordirak (kurdische Flüchtlinge), 1992–1993 in Somalia, 1994 in Ruanda (NEO), wiederholt im ehemaligen Jugoslawien, in Albanien, in Osttimor, im Irak und in Afghanistan.

## Verweise